# Іван Главота
І́ван (Джон) Главо́та (хорв. Ivan Glavota, англ. John Glavota; народився 21 березня 1976, Су-Сен-Марі, Онтаріо, Канада) — хорватський хокеїст канадського походження, захисник. 
У складі національної збірної Хорватії учасник чемпіонатів світу 1999 (група C), 2001 (дивізіон I), 2002 (дивізіон I), 2003 (дивізіон I), 2004 (дивізіон II), 2005 (дивізіон II), 2006 (дивізіон I), 2007 (дивізіон II), 2008 (дивізіон I) і 2010 (дивізіон I). 
Виступав за команди: «Міссурі Ривер Оттерс», «Порт-Гурон Бордер-Кетс», «Медвещак» (Загреб), «Маскегон Ф'юрі», «Рокфорд Айс-Хогс», «Канзас-Сіті Аутлоз», «Тулса Ойлерс», «Флінт Дженералс», «Порт-Гурон Флегс», «Амарілло Гориллаз», «Каламазу Вінгс».